# La Cañada
La Cañada è una città dell'Argentina, appartenente alla provincia di Santiago del Estero, situata a 59 km dal capoluogo provinciale.